# 2018年アメリカ合衆国上院議会議員選挙 (メリーランド州)
2018年アメリカ合衆国上院議会議員選挙 (メリーランド州) は、メリーランド州代表のアメリカ合衆国上院議員 (senator) を選出する選挙である。本選挙は2018年11月6日に行われる予定で、同日にアメリカ合衆国上院議会議員選挙、アメリカ合衆国下院議会議員選挙、ならびに各地方選挙が行われる。 民主党所属で現職のベン・カーディンは、3期目の当選をめざし、立候補を表明している。 
予備選挙は2018年6月26日に行われる予定である。

## 民主党

### 立候補宣言者
- ベン・カーディン - 現職上院議員[2][3]
- チェルシー・マニング - アメリカ陸軍兵士[4][5]

### 予測
| 調査機関     | 調査日                | サンプルサイズ | 誤差範囲 | ベン・カーディン | チェルシー・マイニング | その他 | 未定 |
| ------------ | --------------------- | -------------- | -------- | ---------------- | ---------------------- | ------ | ---- |
| グーカー大学 | 2018年2月12日から18日 | 409            | ±4.8%    | 61%              | 17%                    | 3%     | 19%  |

## 共和党

### 立候補宣言者
- トニー・キャンベル
- エヴァン・Ｍ・クロンハルト

## 選挙

### 予測
| 調査機関                      | 評価         | 調査日         |
| ----------------------------- | ------------ | -------------- |
| The Cook Political Report     | 民主党が盤石 | 2017年11月14日 |
| Rothenberg's Political Report | 民主党が盤石 | 2017年11月14日 |
| Sabato's crystal Ball         | 民主党が安定 | 2017年11月15日 |